# 当库尔-波潘库尔
当库尔-波潘库尔（法語：Dancourt-Popincourt，法語發音：[dɑ̃kuʁ pɔpɛ̃kuʁ]）是法国上法蘭西大區索姆省的一个市镇，属于蒙迪迪耶区。该市镇于1971年由原市镇当库尔（Dancourt）和波潘库尔（Popincourt）合并而成。

## 地理
当库尔-波潘库尔（49°39'58"N, 2°43'56"E）面积5.9 平方千米，位于法国上法蘭西大區索姆省，该省份为法国北部沿海省份，北起加来海峡省和北部省，西接滨海塞纳省和大西洋英吉利海峡，南至瓦兹省，东临埃纳省。
与当库尔-波潘库尔接壤的市镇（或旧市镇、城区）包括：阿尔芒库尔、比拉梅西埃、莱谢勒圣欧兰、格里维莱尔、洛库尔、圣马尔、蒂约卢瓦。
当库尔-波潘库尔的时区为UTC+01:00、UTC+02:00（夏令时）。

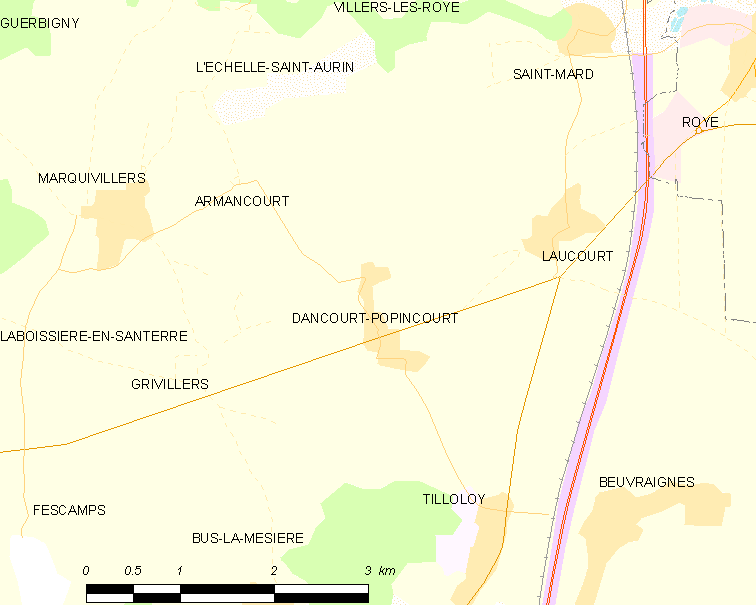
当库尔-波潘库尔的OSM定位图

## 行政
当库尔-波潘库尔的邮政编码为80700，INSEE市镇编码为80233。

## 政治
当库尔-波潘库尔所属的省级选区为鲁瓦县。

## 人口

1962-2008年间当库尔-波潘库尔人口变化图示

当库尔-波潘库尔于2022年1月1日时的人口数量为152人。